# ران (اسطوره)

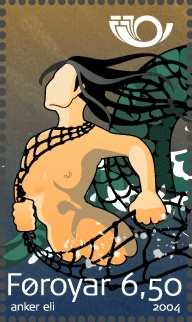
ران، (۲۰۰۴) اثر آنکر الی پترسون.

ران (به زبان نروژی باستان: Rán) به معنی سارق، در اساطیر اسکاندیناوی، ایزدبانوی طوفان‌ها، همسر اگیر ایزدِ دریاها است و از او صاحب نه دختر (موج‌ها یا ارواح امواج) شد که همهٔ آن‌ها جامه آستین‌دار و نقاب بر سر داشتند. او بر قلمرو مردگان واقع در ژرفای اقیانوس فرمانروایی می‌نمود. ران همراه با همسرش در تالاری باشکوه واقع در زیر اقیانوس ساکن بودند، و آن‌ها را به عنوان قدرت روح‌باوری اقیانوس و صفات مختلف آن در نظر می‌گرفتند.
ران دارای توری بود که به‌وسیلهٔ آن مردان را به دام می‌انداخت. او کشتی‌ها را غرق می‌نمود و سپس توسط تورش ملوانان غرق‌شده را به دام می‌انداخت و پس از بردن آن‌ها به تالارش، با مهربانی پذیرای آنان می‌شد. افراد غرق‌شده نه رهسپار تالار کشتگان والهالا می‌شدند و نه به سرزمین مردگان هل‌هایم می‌رفتند. نام او به معنی سارق، به نظر می‌رسد با جنبه‌های شوم او مرتبط باشد.
به تور ایزدبانوی ران در حماسه ولسونگا ساگا نیز اشاراتی شده است. او در این افسانه تور خود را به ایزد شرارت لوکی قرض می‌دهد تا بتواند دورفی به نام اندواری را شکار کند.